# I Want to Break Free
 (juin 2019).
Singles de Queen
Radio Ga Ga
(1984) It's a Hard Life
(1984)
I Want to Break Free est une chanson du groupe de rock britannique Queen, sortie en 1984. Il s'agit du deuxième single extrait de l'album The Works de Queen.
En 2014, les lecteurs du magazine Rolling Stone classent la chanson à la 10e place de leurs titres préférés de Queen.

## Différentes versions
Deux versions de I Want to Break Free existent (sans compter la version extended, qui est une version rallongée du single). 
La chanson qu'on peut trouver sur l'album The Works est plus courte d'une minute que la version single : elle ne comporte pas la longue introduction au synthétiseur, ni les solos de guitare et de synthétiseur au milieu de la chanson. Ceci est assez rare puisqu'en général les versions single des chansons sont plus courtes que les versions album. La version en concert est jouée à la guitare uniquement, alors que le solo au milieu de la chanson dans la version longue est joué au synthétiseur.
Les 45 tours promotionnels qui étaient envoyés aux stations de radios par Capitol Records comportent les deux versions de la chanson.

## Clip vidéo

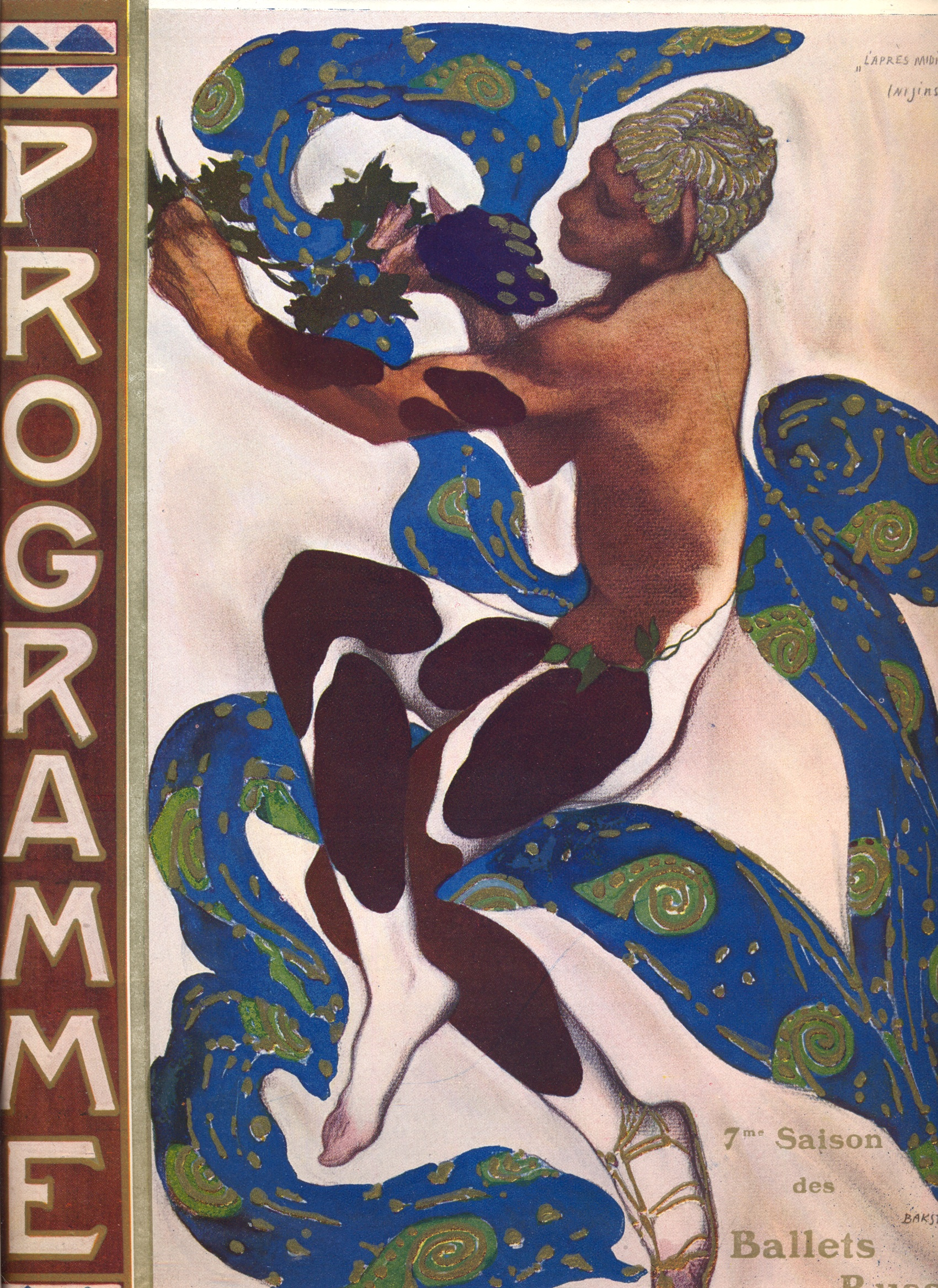
Vaslav Nijinski pour le ballet L'Après-midi d'un faune, dessiné par Léon Bakst

Le clip de I Want to Break Free, réalisé par David Mallet, est une parodie d'un soap opera britannique, Coronation Street, qui existe depuis 1960. Tous les membres de Queen y sont habillés en femmes : on y voit Brian May, durant l'introduction, réveillé par un réveil à vapeur et qui croise successivement Freddie Mercury déguisé en femme de ménage (moustachue de surcroît) passant l'aspirateur, Roger Taylor en jeune étudiante préparant à manger et John Deacon en vieille femme lisant son journal.
La porte du placard située sous l'escalier qu'ouvre ensuite Freddie Mercury nous conduit directement à la deuxième partie du clip, dans laquelle on voit le groupe (habillé normalement) entouré de fans et portant des casques de mineurs. Le clip fut tourné dans un entrepôt à côté des Limehouse Studios et il y faisait apparemment très froid (on était alors en mars 1984).
La partie de l'interlude du clip est une recréation d'un ballet de Vaslav Nijinsky, L'Après-midi d'un faune, lui-même inspiré d'une œuvre de Claude Debussy, et interprété par le Royal Ballet. Freddie Mercury (qui avait rasé sa moustache pour cette partie du clip) s'était beaucoup entraîné avec les membres du ballet et la scène, chorégraphiée par Wayne Eagling (actuel directeur artistique de l'English National Ballet), nécessita une journée de tournage. 
Le clip est interdit d'antenne aux États-Unis par la chaîne MTV. D'après Brian May, cela sera assez néfaste pour les ventes de disques de Queen dans ce pays, du moins jusqu'au décès de Freddie Mercury.
À sa sortie, le clip est alors le plus cher produit par Queen (plus cher que celui de Radio Ga Ga).

## Controverses
I Want to Break Free devient une chanson très populaire, mais le clip suscite plusieurs controverses. La plus importante concernant la séquence du ballet : bien qu'il fût basé sur une chorégraphie de Nijinsky, Sir Kenneth MacMillan (directeur du Royal Ballet de 1970 à 1977) pensa que Wayne Eagling, chorégraphe de la séquence, avait emprunté quelques idées et notamment l'apparence des costumes à son propre ballet, The Rite of Spring. En conséquence de quoi, Queen Productions fit une donation d'un montant inconnu à une œuvre de charité choisie par MacMillan, The Institute of Choreology.
Un autre problème, plus connu celui-ci, vint de la séquence du travestissement : le clip fut refusé par MTV et d'autres chaines nord-américaines, ce qui contribua au déclin de la popularité du groupe en Amérique.
En 1985, lors du festival Rock in Rio se tenant à Rio de Janeiro, le groupe se produisait devant une foule de 250 000 personnes. Freddie Mercury interpréta la chanson dans la tenue qui avait fait scandale (avec une fausse poitrine encore plus imposante) jusqu'à ce que la foule devînt hostile et lui lançât des bouteilles et autres objets. Freddie Mercury se sépara vite de son déguisement et le public se calma. Après le concert, Queen apprit que la chanson était devenue en Amérique du Sud un véritable hymne contre la dictature et les spectateurs brésiliens, n'ayant jamais vu le clip à cause de la censure gouvernementale, avaient pris ce déguisement pour une provocation.

## Classements
| Classements (1984)                    | Meilleure position | Temps de présence au classement                                    | Nombre de semaines |
| ------------------------------------- | ------------------ | ------------------------------------------------------------------ | ------------------ |
| Allemagne (Media Control Charts)      | 4                  | 7 mai - 17 septembre 1984                                          | 20                 |
| Australie (Kent Music Report)         | 8                  | 25 juin – 1er juillet 1984                                         | 21                 |
| Autriche (Ö3 Austria Top 40)          | 1                  | 1er juin – 1er septembre 1984                                      | 14                 |
| Belgique (Ultratop 50 Flandre)        | 1                  | 5 mai – 28 juillet 1984                                            | 13                 |
| Canada (RPM)                          | 26                 | 19 mai - 7 juillet 1984                                            | 8                  |
| États-Unis (Billboard Hot 100)        | 45                 | 28 avril - 16 juin 1984                                            | 8                  |
| France (SNEP)                         | 9                  | 10 novembre 1984 - 23 février 1985 10 novembre - 1er décembre 2018 | 20                 |
| Irlande (IRMA)                        | 2                  | 8 avril - 10 juin 1984                                             | 10                 |
| Nouvelle-Zélande (RIANZ)              | 6                  | 20 mai - 23 septembre 1984                                         | 19                 |
| Pays-Bas (Nederlandse Top 40)         | 1                  | 28 avril – 14 juillet 1984                                         | 12                 |
| Pays-Bas (Single Top 100)             | 1                  | 28 avril – 28 juillet 1984                                         | 14                 |
| Royaume-Uni (Official Charts Company) | 3                  | 14 avril – 21 juillet 1984                                         | 15                 |
| Suisse (Swiss Hitparade)              | 2                  | 20 mai - 2 septembre 1984                                          | 16                 |

## Certifications
| Pays                    | Ventes      | Certifications |
| ----------------------- | ----------- | -------------- |
| Allemagne (BVMI)        | 500 000 +   | Platine        |
| Danemark (IFPI Danmark) | 90 000 +    | Platine        |
| États-Unis (RIAA)       | 1 000 000 + | Platine        |
| Italie (FIMI)           | 50 000 +    | Platine        |
| Royaume-Uni (BPI)       | 1 200 000 + | 2 × Platine    |

## Crédits
- Freddie Mercury : chant principal et chœur
- Brian May : guitare électrique
- Roger Taylor : percussions
- John Deacon : guitare basse, guitare électrique et acoustique, synthétiseur et programmation de boîte à rythmes
- Fred Mandel : solo synthétiseur
- Reinhold Mack : producteur

## Utilisation dans d'autres médias
La chanson apparaît dans les films 20 centimètres (2005) et Pride (2014). Elle est écoutée par James Moriarty dans l'épisode Le dernier problème (2017) de la série britannique Sherlock.
La chanson est utilisée pour une publicité télévisée en France de Coca Cola en 2018.